# Stelis iwatsukae
Stelis iwatsukae är en orkidéart som beskrevs av Tamotsu Hashimoto. Stelis iwatsukae ingår i släktet Stelis och familjen orkidéer. Inga underarter finns listade i Catalogue of Life.